# Убегающий август
«Убегающий август» — советский художественный фильм 1989 года, снятый на киностудии «Ленфильм». По мотивам рассказа Георгия Семёнова «Фригийские васильки».
Премьера состоялась в ноябре 1989 года.

## Сюжет
Действие фильма разворачивается в 1980-х годах. Борис Краснов, ленинградский инженер, просыпается после вечеринки и обнаруживает у себя в постели незнакомую ему девушку. Светлана утверждает, что он признался ей в любви и продал её билет в Одессу. Борис предлагает ей путешествие на своём автомобиле, в ходе которого рассказывает ей о том, что он женат, разведён и имеет сына. Светлана решает вернуться в Ленинград после путешествия и неуверенно обещает ему позвонить. Борис, испытывающий чувства любви к Светлане, ждёт её звонка. Осознав, что она не собирается ему звонить, он собирается совершить самоубийство, включив газ. Однако его отвлекает телефонный звонок с работы. После разговора с коллегами он решает остановить попытку и выключает газ.

## В ролях
- Анжелика Неволина — Светлана
- Александр Филиппенко — Борис Краснов
- Светлана Гайтан — Ира, соседка по кемпингу
- Николай Ивановский — смотритель общежития
- Александр Лушин — Владислав, сын Бориса Краснова
- Любовь Малиновская — мать Бориса
- Владимир Осипчук — Глеб, сосед по кемпингу
- Светлана Репетина — медсестра в студенческом спортивном лагере
- Сергей Русскин — милиционер

## Съёмочная группа
- Режиссёр — Дмитрий Долинин
- Сценаристы — Анатолий Гребнев, Анатолий Эфрос
- Оператор — Лев Колганов
- Композитор — Геннадий Банщиков
- Художник — Михаил Герасимов

## Критика
Кинокритик Вячеслав Шмыров проанализировал фильм в журнале «Советский экран». Он считал, что «столь прогрессивным считалось тогда показать на экране судьбу шестидесятника в её ушибах и изломах», и если бы фильм фильм Д. Долинина появился в то время, он бы «замечательно вписался в кинематограф, котором достаточно было знака, намёка, детали, чтобы воскресить в воображении зрителя ностальгические воспоминания о хрущёвской „оттепели“ и погрузить его в сладкую безысходность брежневского безвременья». Он отмечал: «Уже не хочется ни намёков, ни деталей. И не только потому, что о прошлых временах и судьбах можно говорить прямо. Сама духовная история героя вдруг потеряла былое очарование».
Кинокритик Валерий Туровский в газете «Советская культура» написал: «В рассказе Г. Семёнова мотивы этого бегства если не прояснены, то по крайней мере словесно названы: „…ты разлюбишь меня. Я не привыкла…“ … Может быть, в такой недосказанности — или, не отрицаю, недопонятости — есть определённый резон: думать и додумывать не такие уж пустые знания. К тому же чисто фабульная сторона фильма, кажется мне, не так уж и важна для его понимания».

## Версии фильма
Существуют две версии фильма: первая — кинопрокатная, продолжительностью 78 минут, и вторая — телевизионная, продолжительностью 73 минуты.